# Münchehofe
Münchehofe ist eine Gemeinde am östlichen Rand des Landkreises Dahme-Spreewald in Brandenburg. Sie wird vom Amt Schenkenländchen verwaltet.

## Geografie

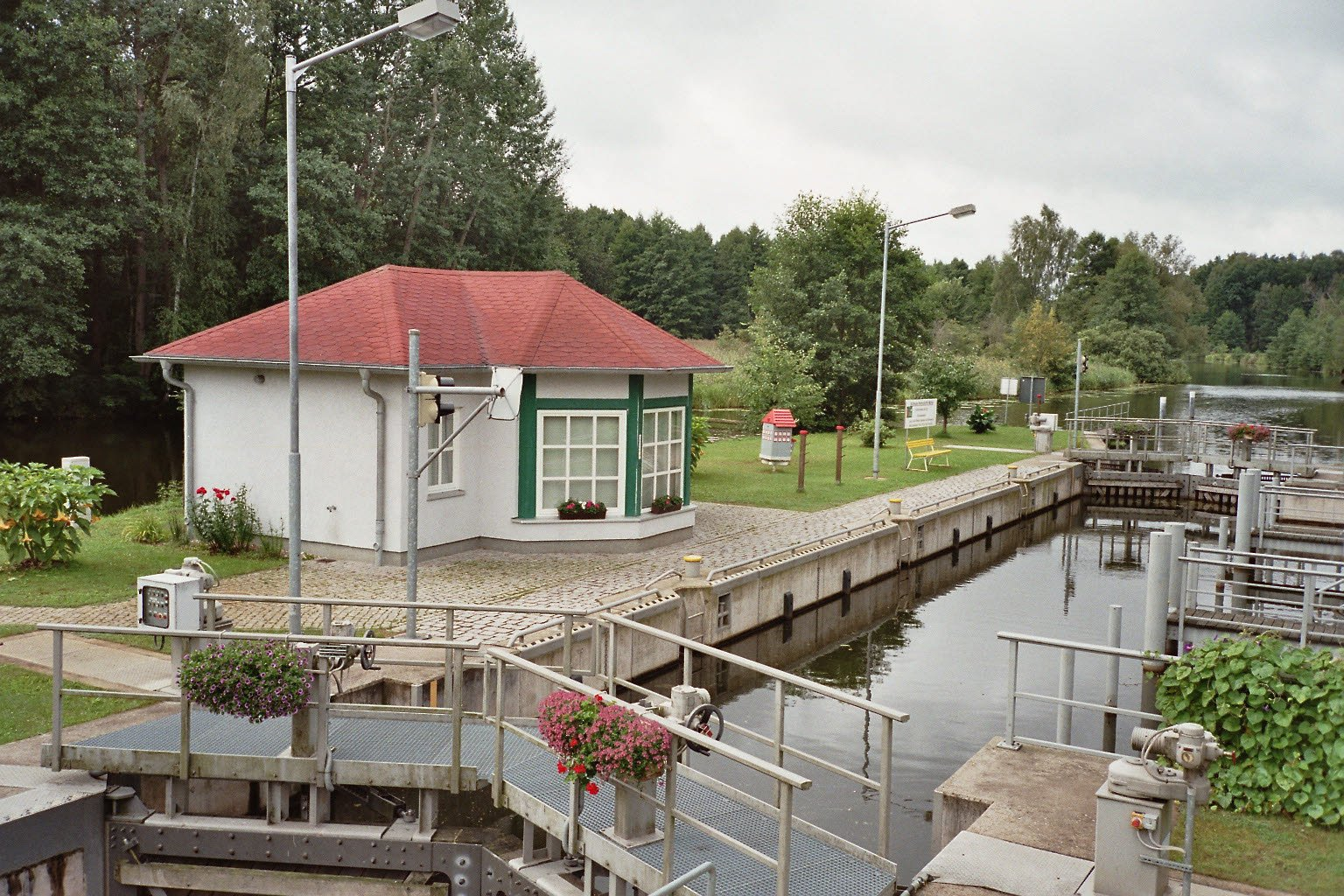
Schleuse Prieros Hermsdorfer Mühle an der Dahme bei Münchehofe

Die Gemeinde liegt an der Grenze zum Landkreis Oder-Spree, etwa 25 Kilometer nördlich der Kreisstadt Lübben (Spreewald) und etwa 20 Kilometer südöstlich von Königs Wusterhausen.

## Gemeindegliederung
Die Gemeinde Münchehofe besteht aus dem Hauptort Münchehofe sowie den bewohnten Gemeindeteilen Birkholz, Hermsdorf, Hermsdorf Mühle und Klein Wasserburg.

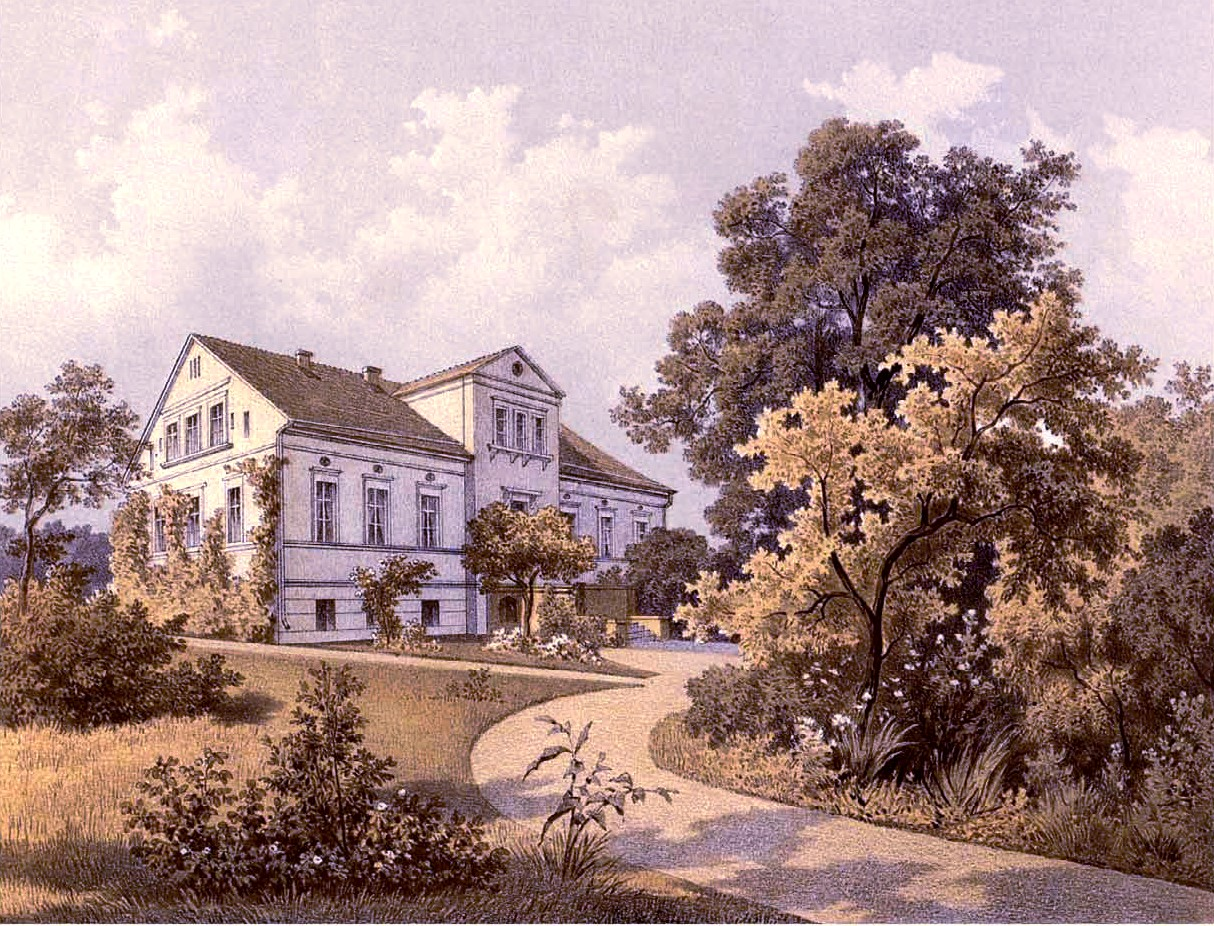
Rittergut Birkholz um 1860, Sammlung Alexander Duncker

 Birkholz und Hermsdorf waren am 1. April 1974 in Münchehofe eingegliedert worden.

## Geschichte

### Frühzeit
Das Gebiet um den heutigen Ort Münchehofe war zur Zeit der Germanen von einigen Sueben bevölkert, wie einige wenige Funde aus einem ehemaligen Jagdlager dieses Stammes anzeigen. Erste Siedlungsspuren fand man – wie in der gesamten Region – von Wenden und Sorben, d. h. von slawischen Volksstämmen, die Ackerbau und Viehzucht betrieben. Sie lebten über mehrere Jahrhunderte mit den verbliebenen Germanen friedlich im selben Siedlungsgebiet. Durch Gebietserweiterungen kam es jedoch ab dem 9. bis in das 12. Jahrhundert zu vermehrten kriegerischen Auseinandersetzungen. Deutsche Feudalherren eroberten das Gebiet und siedelten Handwerker und Kaufleute aus ihren Heimatregionen westlich der Elbe an. Vermutet wird, dass es so zur Gründung des Dorfs Münchehofe kam.

### 14. bis 17. Jahrhundert
Eine der ersten urkundlichen Erwähnungen des Ortes findet sich in den Meißner Bistumsmatrikeln von 1346. Zisterzienser aus dem Kloster Dobrilugk im heutigen Doberlug-Kirchhain nutzten das Gebiet als Gutshof und betrieben dort Landwirtschaft und Fischzucht. Sie waren es vermutlich auch, die den Grundstock für den Bau der Kirche legten. In dieser Zeit wurde in dem Ort erstmals eine Familie von Langen erwähnt: 1328 kaufte Günther von Langen einige Ländereien in der Gegend. In einer weiteren Urkunde aus dem Jahr 1462 wird die Siedlung „Monchhoffe“ genannt und spielt damit auf den klösterlichen Ursprung an. Aus dem Jahr 1464 ist bekannt, dass die Familie die Rechte an Münchehofe erwarb. Diese gingen 1507 an die Gebrüder Nickel und Georg von Langen über. 1518 ist im Erbregister von Storkow erstmals ein „Möller zu Mönchofe“ erwähnt. Man kann daher davon ausgehen, dass bereits zu dieser Zeit Getreide in der Gemeinde gemahlen wurde. Weitere Erwähnungen finden sich in den Jahren 1600, 1692 und 1695. Danach betrieben die Bewohner Ackerbau, Schafzucht und gewannen Brennholz. In geringem Umfang wurde auch Weinanbau betrieben. 1575 werden 11 Bauern und 15 Kossäten erwähnt. Im Jahr 1518 ist ein weiterer Bewohner der Familie von Langen, Georg von Langen überliefert; 1599 ein Nickel von Langen. Von ihm ist heute noch ein Epitaph an der Münchehofer Dorfkirche erhalten. Aufgrund ihres aufwendigen Lebensstils konnte die Familie das Gut jedoch nicht halten und musste es 1692 an Ulrich Gottfried von Woltersdorf abtreten. Dieser verkaufte Münchehofe 1698 an Georg Rudolf Freiherr von Schwinitz, den Domherrn zu Magdeburg, der es wiederum an einen Herrn von Walther und Croneck veräußerte.
Direkte Einwirkungen aus dem Dreißigjährigen Krieg sind für Münchehofe nicht bekannt, doch hatte die Gemeinde mit den Auswirkungen der Pest in den Jahren 1626, 1631, 1637 und 1643 zu kämpfen.
In der zweiten Hälfte des 17. Jahrhunderts entstand das zweigeschossige Herrenhaus, das heute noch erhalten ist. Als Eigentümer ist Hartwig von Platen im Jahr 1716 überliefert. Der Kammergerichtsrat erweiterte den Ziegelbau 1723 um zwei Seitenflügel, die als Wirtschaftsgebäude genutzt wurden. Weitere Umbauten wurden im 19. Jahrhundert vorgenommen, so eine spätgotische Kapelle mit einem zweijochigen Sterngewölbe.

### 18. bis 19. Jahrhundert
Im Jahr 1701 gelangte Münchehofe in den Besitz von Heinrich Wilhelm von Goertz, einem Oberst eines schwedischen Dragonerregiments. Er überschrieb es an Friedrich Kühlwein zur Leibgedinge, um dessen Tochter Johanna Auguste nach der Eheschließung abzusichern. Nach und nach erwarb er weitere Ländereien wie etwa das benachbarte Hermsdorf sowie von der Familie Langen die Ortschaft Birkholz. Mit der Erweiterung der Gemeinde ging auch der Ausbau der Kirche im Jahr 1707 einher. In dieser Zeit entstand auch die erste Dorfschule, die sich im Haus des Küfers Robert Becker befunden haben soll. Von Goertz fehlten für den Kauf zwar die erforderlichen finanziellen Mittel, doch hoffte er, diese in den anstehenden Feldzügen zu erbeuten. Er bat daher den preußischen Hof um einen Kredit für den Kauf der Ländereien. Überliefert ist, dass von Goertz mit großer Härte gegen die Bevölkerung vorging. Er wurde daher vom Schwedenkönig Karl XII. verhaftet und starb durch Gewalteinwirkung bei der anschließenden Vernehmung durch den König. Der „Soldatenkönig“ Friedrich Wilhelm I. übernahm aufgrund der offenen Schuldverschreibung Münchehofe. So gelangte die Gemeinde in den Besitz des preußischen Staates. Bei Ausgrabungen in der Kirche wurden 1988 unter anderem auch einige Gebeine gefunden, die man dem Oberst von Goertz zurechnet. Ein Gedenkstein erinnert heute auf dem Friedhof an ihn. In den darauf folgenden Jahrzehnten arbeiteten in dem Gut bis 1945 Pächter, die Abgaben an den preußischen Staat zahlten.
1745 ist eine Ziegelscheune nachgewiesen. In den Jahren 1745 und 1755 ist eine Windmühle auf dem Mühlenberg erwähnt. In dieser Zeit stürzte der Kirchturm ein und musste abgetragen werden. Zum Ende des 18. Jahrhunderts führte man die Destillation ein.
Während der Schlesischen Kriege kam die Gemeinde unter sächsische Herrschaft. Sowohl der Erste Schlesische Krieg als auch der Siebenjährige Krieg belasteten den Ort schwer: Es kam zu Belagerungen und Plünderungen durch österreichische und russische Truppen, die erst mit dem Frieden von Hubertusburg im Jahr 1763 beendet wurden. Weitere Opfer musste die Gemeinde in den Befreiungskriegen hinnehmen, in denen 11 Soldaten aus dem Kirchspiel starben. Im Deutsch-Französischen Krieg fielen weitere drei Soldaten der Gemeinde.

### 20. Jahrhundert bis zur Gegenwart
1911 entstand ein Neubau des Schulgebäudes, welches 1913 eingeweiht wurde. Der Erste Weltkrieg brachte zunächst nur wenige Beeinträchtigungen für die Gemeinde. Mit der Ausweitung der Kampfhandlungen war aber auch Münchehofe zunehmend betroffen; insgesamt fielen 21 Soldaten der Gemeinde. Ein 1998 aufgestelltes Denkmal erinnert an die Opfer dieses Krieges. 1926 erhielt die Kirche eine neue Glocke. 1927 entstand ein Neubau des Feuerwehrhauses an der Schweriner Straße. Zwei Jahre später gründete sich die Freiwillige Feuerwehr unter der Leitung des Kreisbrandmeisters Weber. Das Ehrenmal dokumentiert die Namen von 30 Gefallenen im Zweiten Weltkrieg.
→ Siehe auch Kessel von Halbe
Nach dem Ende des Krieges siedelten Flüchtlinge im Gemeindegebiet, was zu einer Erweiterung der Gemeinde führte. Auf Anordnung des sowjetischen Kommandanten produzierte man bis 1953 erneut Kartoffelschnaps. Pro Quartal sollten bis zu 500 hl hergestellt werden. 1948 wurde der Schulbetrieb wieder aufgenommen. Zwei Jahre später wurde der Kindergarten im nunmehr nicht mehr genutzten Herrenhaus eingerichtet. Im Jahr 1968 wurde die Kirche grundlegend renoviert, dabei baute man auch einen elektrischen Antrieb für den Blasebalg der Orgel ein. Ein Jahr später wurden die Dorfschulen geschlossen.
Im Jahr 1974 wurden die Gemeinden Birkholz und Hermsdorf nach Münchehofe eingemeindet. 1974 wurde die Sportgemeinschaft Münchehofe gegründet und fünf Jahre später der Dorfclub Münchehofe. Die Dorfbibliothek entstand im Jahr 1981. Diese wurde im Jahr 1990 von einer Fahrbibliothek des Landkreises ersetzt. Eine Ortsgruppe des Verbandes der Kleingärtner, Siedler und Kleintierzüchter wurde im Jahr 1984 gegründet. Ein Jahr später wurde mit dem Bau eines Jugendclubs begonnen, der 1986 eingeweiht wurde. Vom 23. bis 25. August 1996 beging die Gemeinde ihre 650-Jahr-Feier. Anlässlich der 660-Jahr-Feier entstand eine umfangreiche Chronik der Gemeinde.

### Verwaltungsgeschichte
Münchehofe gehörte seit 1836 zum Kreis Beeskow-Storkow in der Provinz Brandenburg und ab 1952 zum Kreis Königs Wusterhausen im DDR-Bezirk Potsdam. Seit 1993 liegt die Gemeinde im brandenburgischen Landkreis Dahme-Spreewald.

## Bevölkerungsentwicklung
| Jahr | Einwohner |
| ---- | --------- |
| 1875 | 477       |
| 1890 | 424       |
| 1910 | 414       |
| 1925 | 407       |
| 1933 | 371       |
| 1939 | 350       |

| Jahr | Einwohner |
| ---- | --------- |
| 1946 | 516       |
| 1950 | 510       |
| 1964 | 382       |
| 1971 | 374       |
| 1981 | 655       |
| 1985 | 622       |

| Jahr | Einwohner |
| ---- | --------- |
| 1990 | 582       |
| 1995 | 569       |
| 2000 | 576       |
| 2005 | 535       |
| 2010 | 492       |
| 2015 | 469       |

| Jahr | Einwohner |
| ---- | --------- |
| 2020 | 476       |
| 2021 | 478       |
| 2022 | 428       |
| 2023 | 429       |
| 2024 | 428       |

Gebietsstand des jeweiligen Jahres, Einwohnerzahl: Stand 31. Dezember (ab 1991), ab 2011 auf Basis des Zensus 2011, ab 2022 auf Basis des Zensus 2022 
Die Zunahme der Bevölkerungszahl zwischen 1971 und 1981 ist auf die Eingemeindung von Birkholz und Hermsdorf im Jahr 1974 zurückzuführen.

## Politik

### Gemeindevertretung
Die Gemeindevertretung von Münchehofe besteht aus acht Gemeindevertretern und dem ehrenamtlichen Bürgermeister. Die Kommunalwahl am 9. Juni 2024 führte zu folgendem Ergebnis:
| Partei / Wählergruppe               | Stimmenanteil | Sitze |
| ----------------------------------- | ------------- | ----- |
| Kultur- und Heimatverein Münchehofe | 42,8 %        | 3     |
| Feuerwehrverein Birkholz            | 25,0 %        | 2     |
| Freiwillige Feuerwehr Hermsdorf     | 20,0 %        | 2     |
| SPD                                 | 12,2 %        | 1     |

### Bürgermeister
- 1993–2007: Hartwig Meißner[10]
- 2007–2008: Adolf Deutschländer[11]
- seit 2008: Ralf Irmscher[12]

Irmscher wurde in der Bürgermeisterwahl am 9. Juni 2024 mit 60,9 % der gültigen Stimmen direkt für eine weitere Amtszeit von fünf Jahren wiedergewählt.

### Wappen
| Wappen von Münchehofe | Blasonierung: „In Grün ein spitzgiebeliger, oben mit einem Kreuz besteckter silberner Glockenturm, darin über einer Dreipassrosette eine rundbogige Öffnung mit einer goldene Glocke am schwarzen Glockenstuhl; oben rechts beseitet von einem goldenen Birkenblatt und links von einem goldenen Mühlrad.“ |
| Wappen von Münchehofe | Das Wappen wurde vom Heraldiker Frank Diemar gestaltet und am 19. Februar 1999 genehmigt. |

### Gemeindepartnerschaft
Partnerort von Münchehofe ist Münchehof am Harz in Niedersachsen.

## Sehenswürdigkeiten

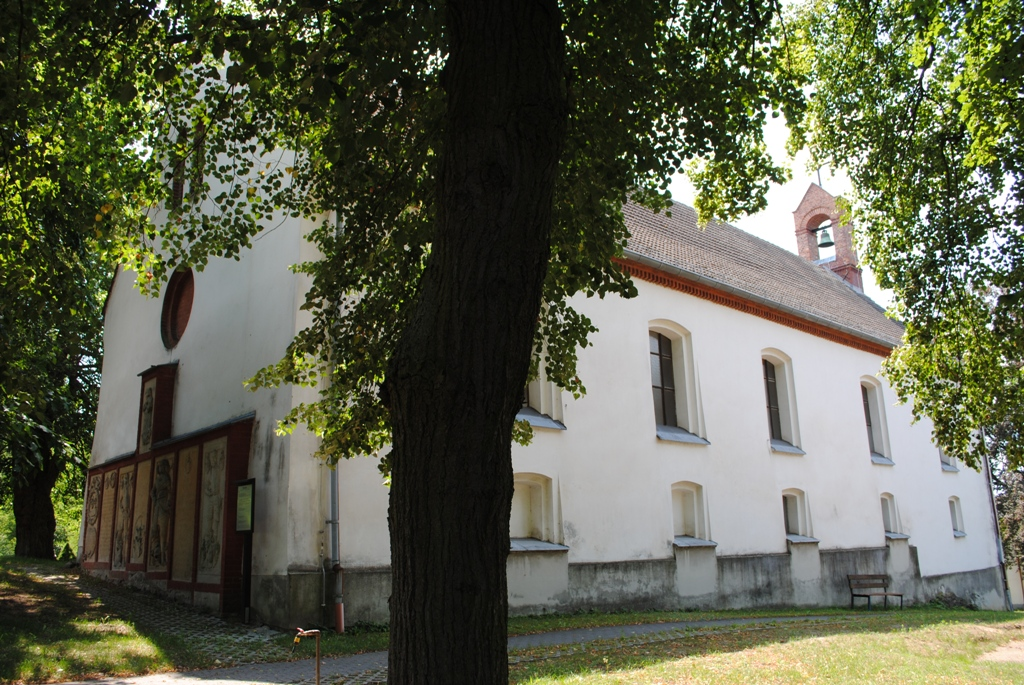
Münchehofer Dorfkirche

In der Liste der Baudenkmale in Münchehofe und in der Liste der Bodendenkmale in Münchehofe stehen die in der Denkmalliste des Landes Brandenburg eingetragenen Denkmale.
- Kirche Münchehofe, ihr exaktes Baujahr ist nicht überliefert. Vermutet wird, dass Zisterzienser einen kleinen Vorgängerbau aus Feldsteinen erbauten. Dieser wurde im Jahr 1707 auf Initiative des neuen Besitzers der Gemeinde, Oberst Heinrich Wilhelm von Görtz, durch einen angebauten Chor sowie einen Turm erweitert. 1850 ließ König Friedrich Wilhelm IV. das Bauwerk renovieren und übernahm das Patronat. Aus seiner Hand stammen die Entwürfe für den Dachreiter mit dem darin sichtbaren Geläut, das heute im Wappen zu sehen ist. An der Ostwand der Kirche befinden sich einige Epitaphe der Adelsfamilien von Langen und von Stutternheim.
- Herrenhaus mit Park, denkmalgeschützter zweigeschossiger Backsteinbau, der vermutlich in der zweiten Hälfte des 17. Jahrhunderts errichtet wurde. Im rechten Giebel befindet sich als Besonderheit eine Kapelle mit einem Sterngewölbe.
- Denkmal für die Gefallenen des Ersten Weltkrieges am Abzweig der Neuendorfer Straße von der Hauptstraße, das mit einer zusätzlichen Tafel für die Opfer des Zweiten Weltkrieges ergänzt wurde.
- Dehmel-Denkmal, erinnert an Richard Dehmel, einen bedeutenden Sohn der Gemeinde
- Findling, der als Blutstein bezeichnet wird, nördlich der Gemeinde. Angeblich sollen zur Zeit der Germanen dort Menschenopfer gebracht worden sein. Vermutlich stammt die deutlich sichtbare Rinne von dem gescheiterten Versuch einiger Bauern, den Stein zu durchtrennen, um daraus Baumaterial zu gewinnen.
- Museum NO 31, Private Motorradsammlung der Fabrikate DKW und MZ (Motorradwerk Zschopau) aus den Baujahren 1936 bis 1989. Hof mit Fachwerkhaus von 1825, ehemaliger Tischlerei von 1876 und renovierter Scheune. Aus der über 100-jährigen Vergangenheit des Handwerksbetriebes sind Werkzeuge und Maschinen ausgestellt. Die Geschichte des Hofes lässt sich anhand eines umfangreichen Dokumenten- und Fotobestands bis ins Jahr 1825 zurückverfolgen.

## Wirtschaft und Umwelt
Die Wirtschaft von Münchehofe ist durch Landwirtschaft und kleinere Betriebe im Handwerk geprägt. Das wohl bekannteste Unternehmen aus Münchehofe ist die Gläserne Molkerei, welche 2010 in Münchehofe den neuen Standort eröffnete.
Dadurch, dass Münchehofe am nördlichen Rand des Spreewaldes und im Naturpark Dahme-Heideseen gelegen ist, bemüht sich die Gemeinde seit Jahren um die Förderung des „sanften“ Tourismus vor Ort. Dieses Ziel sowie weitere Ziele legte die Gemeinde bereits 2012 in den Leitsätzen der Gemeinde Münchehofe fest. Münchehofe ist demnach bestrebt, den Titel der „Ökogemeinde“ zu führen und listet ein breites Spektrum an Maßnahmen auf, um diesen Titel zu verwirklichen.
Kontrovers wurden und werden verschiedene Baumaßnahmen im Bereich der Energiewirtschaft diskutiert. Trotz in Aussicht stehender Gewerbesteuermehreinnahmen bildete sich Gemeindeübergreifend die Initiative „Bürger in Bewegung“ 2015, welche die Einstellung von Baumaßnahmen zur Errichtung dreier Erdgasförderstätten in Märkisch Buchholz und Münchehofe forderte. Die Proteste führten zu Erfolg; 2018 erklärte die Gasförderfirma den Rückzug und 2019 wurden die drei Förderstätten letztlich verfüllt. 2023 wurde bekannt, dass auf dem Gemeindegebiet Windkrafträder gebaut werden könnten, wobei die Gemeinde wenig Mitspracherecht gehabt hätte. Am 3. September 2023 stimmten die Wahlberechtigten der Gemeinde dennoch darüber ab, ob Windkraft und Photovoltaikanlagen auf Gemeindegebiet errichtet werden sollen, wobei 64 % der Wahlberechtigten gegen die Errichtung von Windkraftanlagen auf Gemeindegebiet gestimmt haben. Anstelle von Windkraft und Photovoltaik wird im Rahmen der „Zukunftswerkstatt Ökogemeinde Münchehofe“ (ZÖM) der Einsatz von Geothermie diskutiert.

## Verkehr
Münchehofe liegt an der Landesstraße L 74 zwischen Märkisch Buchholz und Groß Eichholz.

## Persönlichkeiten
- Richard Dehmel (1863–1920), Dichter; geboren in Hermsdorf